# Ugne
Ugne - també escrit com Ungas, Ugnas i Ugnus - fou bisbe de Barcelona al darrer quart del segle vi. És mencionat en data més antiga com a signatari del III Concili de Toledo de l'any 589 com a Barcinonensis Episcopus. També signa, conjuntament amb altres set prelats, que al principi d'aquest sínode abjuraren de la fe arriana, abraçant la fe catòlica: “Christi nomine Episcopus, anathematizans hæresis Arianæ dogmata fidem hanc sanctam catholicam, quam in Ecclesiam Catholicam veniens credidi, manu mea de toto corde subscripsi”. Flórez menciona que Leovigild intentà substituir els bisbes catòlics del seu regne per altres d'arrians i assumeix igualment que l'absència d'un anterior bisbe catòlic de Barcelona constata que havent sigut desplaçat aquest per la persecució de Leovigild havia mort o estava absent el bisbe deposat per la violència del rei. Convertit al catolicisme i confirmat en el càrrec episcopal prosseguí Ugne en aquest càrrec fins al Concili de Barcelona celebrat l'1 de novembre de 599 (any catorzè del regnat de Recared) a la Catedral de la Santa Creu. Convocat i presidit pel metropolità Asiàtic, hi concorrerien onze bisbes establint-s'hi quatre cànons. Flórez assumeix l'absència com a signatari als anteriors concilis provincials celebrats l'any 592 respectivament a Barcelona i Saragossa per motiu de la seva avançada edat. Amb tot l'any 599 és la data més recent de la que hi ha constància que Ugne actuava com a bisbe morint segurament en una data propera.